# Krzysztof Kowalczyk (trener)

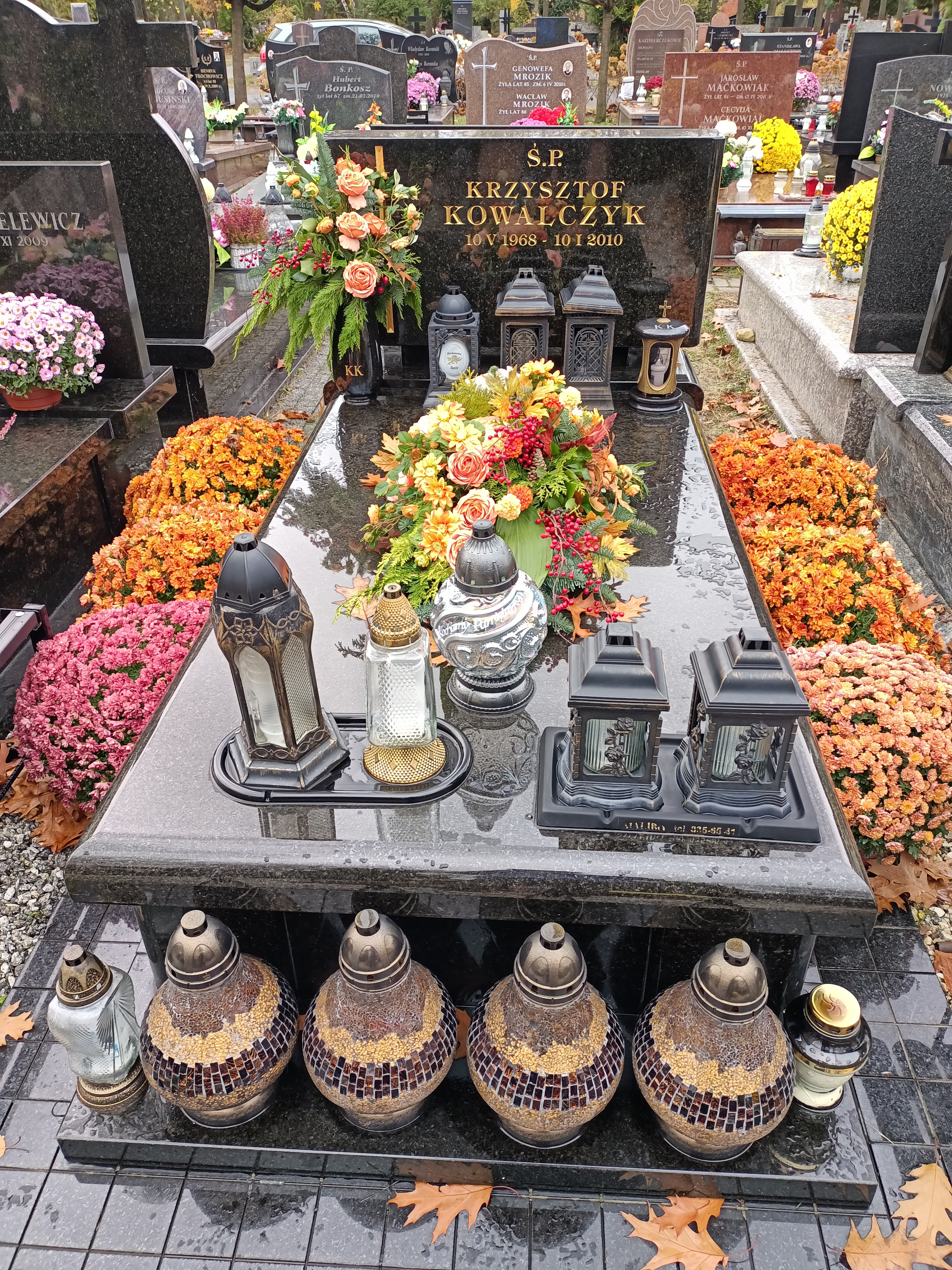
Grób Krzysztofa Kowalczyka na komunalnym cmentarzu Północnym w Warszawie

Krzysztof Kowalczyk (ur. 10 maja 1968 w Lubinie, zm. 10 stycznia 2010 w Warszawie) – polski siatkarz, trener drużyny siatkarzy AZS Politechniki Warszawskiej. Sprawował również funkcję menedżera i szefa banku informacji w reprezentacji Polski w siatkówce. Zmarł 10 stycznia 2010 roku na skutek choroby nowotworowej. Jest pochowany na cmentarzu komunalnym Północnym w Warszawie (kwatera:B-IX-1 rząd: 5, grób: 5).